# Pseudoderopeltis microthorax
Pseudoderopeltis microthorax är en kackerlacksart som beskrevs av Lucien Chopard 1938. Pseudoderopeltis microthorax ingår i släktet Pseudoderopeltis och familjen storkackerlackor.
Artens utbredningsområde är Kenya. Inga underarter finns listade i Catalogue of Life.